# Gazeta Bezpłatna ECHO
Gazeta Bezpłatna ECHO – ukazuje się od 1992 roku.
Lokalne mutacje
- Echo Białołęckie - (Białołęka) - 25 000 egz.
- Echo Targówka, Bródna i Zacisza - (Targówek z wyjątkiem Targówka Przemysłowego) - 25 000 egz.
- Echo Powiatu Legionowskiego - (Legionowo, Jabłonna, Chotomów, Nieporęt, Stanisławów, Serock, Zegrze, Wieliszew, Białobrzegi, Rynia) - 15 000 egz.
- Echo Łomianek i Bielan - (Bielany oraz podwarszawskie Łomianki) - 25 000 egz.
- Echo Bemowa - (Bemowo) - 25 000 egz.
- Echo na Woli - (Wola) - 15 000 egz.[1]